# Томаш Штитни
Томаш Штитни (Штитни, 1333 — Праг, 1409) био је чешки прозни писац 14. века. Његова дела преписивала су се још дубоко у 15. век, али му нису штампана, тако да је био заборављен све до почетка 19. века. Рукописи његових дела послужили су за језичка и културно-историјска изучавања чешке прошлости у средњем веку.

## Биографија
Штитни је рођен у ситноплемићкој породици, на имању Штитном. Одмах након оснивања прашког универзитета, Штитни је дошао у Праг и занимао се за хришћанску филозофију средњег века - за схоластику и мистику; то је и касније било његово главно занимање када се вратио на своје имање. Изгледа да је на универзитету стекао само први универзитетски степен - тзв. Бакалауреат; доктор слободних уметности (мистро, магистар филозофије) није постао.
Почео је писати 70-их година 14. века, у доба највеће активности Миличева; његов га је пример подстакао на писање - и сам Штитни је говорио да не би можда било ни његових књига, да није било Миличевих. Циљ због чега је писао је изложио у предговору зборника чланака из 1376: писао је то као животно упутство, као неки водич својој деци.
Утолико ми је било милије писати ове књиге да бисте оно, што сада, можда, због своје младости, не можете да разумете, или не можете да задржите у памети оно што вам сада говорим, могли једном, кад умрем, читати у књигама и разумевати у њима што пише...
Међутим, од петоро деце, само двоје га је надживело - син и ћерка. Штитни је умро одмах након почетка 15. века у Прагу.

## Стваралачки рад
Штитни је свој списатељски посао схватио као прерађивање на чешком оног што је нашао у латинским списима највећих црквених ауторитета свога времена, допуњујући то својим животним и књижевним искуством. Његова дела су лекције из практичног морала; он је желео да, помоћу својих списа, у хришћанском духу, оплемени и продуби живот читаочев. Хтео је да буде учитељ, најпре својој деци, затим осталим својим сународницима. По обичају свога доба, писао је кратке расправе, трактате, које је скупљао у веће зборнике. Један такав зборник је „Шест расправа о општим хришћанским стварима“, настао 1376. године, после прошириван новим расправама; други је „Побожни разговори“, настао између 1375. и 1380. године.
Штитни као писац је био син средњег века; он је одабирао веронаучне и моралнопоучне књиге, онако како их је утврдила средњовековна богословска традиција. Расправе су се писале о поједним догмама и верским прописима; тако је и Штитни сматрао да је потребно да објасни шта је грех, а шта врлина, како се човек опдупире греху и како долази до праве племенитости; међу његове најстарије списе спада расправа „О борби греха с врлинама“. Код њега се јавио отпор према извесним обичајима феудалне класе - витешким турнирима, ратовању, луксузу у одевању. Не значи то да је он устао против феудалног друштвеног уређења, које је црква благосиљала и подржавала, већ је мислио да би се извесне друштвене противречности могле решити у духу хришћанске љубави, изглађивањем друштвених супротности, тј. да би сви људи могли живети у хришћанској љубави као једна породица. Штитни је сматрао да заједница није због феудалног господара, него је господар због заједнице. У њој он има управо такве дужности према простом човеку, као што сељак има према свом господару, којег треба да воли и да му буде веран. Господар мора свога подложеног сељака бранити из љубави према ближњем, а не из себичности (да сачува радну снагу), онако “као што пас брани нађене цркотине од других паса”. „Ако је имање господарово, човек је божји!“ - писао је Штитни; с човеком треба поступати људски, како то доликује људима.
Садржина његовог дела „Побожни разговори“ („Речи беседни“) сасвим је схоластичка. Штитни је хтео да поучи своју децу о “скривеним или вишим стварима”,тј. о средњовековној католичкој метафизици: о богу, анђелима и др. Он је филозофирао зато да би боље разумео оно у шта верује - оно што се налази у Библији и у црквеном учењу. Свуда је настојао дасе покрије ауторитетом цркве и најбољих њених писаца (Августина, Томе Аквинског и др).

## Дела
- Шест расправа о општим хришћанским стварима
- Побожни разговори
- О борби греха с врлинама